# Campeonato Mundial de Ciclismo de Montaña de 2000
El XI Campeonato Mundial de Ciclismo de Montaña se celebró en la localidad de Pradollano en la Sierra Nevada (España) entre el 3 y el 11 de junio de 2000, bajo la organización de la Unión Ciclista Internacional (UCI) y la Real Federación Española de Ciclismo. 
Se compitió en 4 disciplinas, las que otorgaron un total de 9 títulos de campeón mundial:
- Descenso (DH) – masculino y femenino
- Campo a través (XC) – masculino, femenino y mixto por relevos
- Dual (D) – masculino y femenino
- Trials (TRI) – masculino 20″ y masculino 26″

## Resultados

### Masculino
| Evento         | Oro                                   | Plata                           | Bronce                                  |
| -------------- | ------------------------------------- | ------------------------------- | --------------------------------------- |
| Descenso       | Myles Rockwell Estados Unidos 3:55,01 | Steve Peat Reino Unido 3:55,59  | Mickaël Pascal Francia 3:55,69          |
| Campo a través | Miguel Martinez Francia 2:17:38       | Roland Green · Canadá · 2:20:30 | Bart Brentjens · Países Bajos · 2:22:29 |
| Dual           | Wade Bootes Australia                 | Brian Lopes Estados Unidos      | Mickaël Deldycke Francia                |
| Trials 20″     | Daniel Comas Riera · España ·         | Marco Hösel · Alemania ·        | Juan Antonio Linares · España ·         |
| Trials 26″     | Marc Vinco Francia                    | Marc Caisso Francia             | Bruno Arnold Francia                    |

### Femenino
| Evento         | Oro                                    | Plata                            | Bronce                             |
| -------------- | -------------------------------------- | -------------------------------- | ---------------------------------- |
| Descenso       | Anne-Caroline Chausson Francia 4:18,13 | Katja Repo · Finlandia · 4:19,26 | Marla Streb Estados Unidos 4:20,03 |
| Campo a través | Margarita Fullana · España · 2:07:42   | Alison Sydor · Canadá · 2:11:09  | Paola Pezzo · Italia · 2:11:56     |
| Dual           | Anne-Caroline Chausson Francia         | Tara Llanes Estados Unidos       | Sabrina Jonnier Francia            |

### Mixto
| Evento                     | Oro                                                                                            | Plata                                                                               | Bronce                                                                         |
| -------------------------- | ---------------------------------------------------------------------------------------------- | ----------------------------------------------------------------------------------- | ------------------------------------------------------------------------------ |
| Campo a través por relevos | Roberto Lezaun · Margarita Fullana · Iñaki Lejarreta · José Antonio Hermida · España · 2:08,14 | Christoph Sauser · Florian Vogel · Barbara Blatter · Silvio Bundi · Suiza · 2:13,04 | Marco Bui · Leonardo Zanotti · Mirko Faranisi · Paola Pezzo · Italia · 2:14,17 |

## Medallero
| Núm. | País           | Oro | Plata | Bronce | Total |
| ---- | -------------- | --- | ----- | ------ | ----- |
| 1    | Francia        | 4   | 1     | 4      | 9     |
| 2    | España         | 3   | 0     | 1      | 4     |
| 3    | Estados Unidos | 1   | 2     | 1      | 4     |
| 4    | Australia      | 1   | 0     | 0      | 1     |
| 5    | Canadá         | 0   | 2     | 0      | 2     |
| 6    | Alemania       | 0   | 1     | 0      | 1     |
| 6    | Finlandia      | 0   | 1     | 0      | 1     |
| 6    | Reino Unido    | 0   | 1     | 0      | 1     |
| 6    | Suiza          | 0   | 1     | 0      | 1     |
| 10   | Italia         | 0   | 0     | 2      | 2     |
| 11   | Países Bajos   | 0   | 0     | 1      | 1     |
|      | TOTAL          | 9   | 9     | 9      | 27    |